# Rudolf Kratzert
Rudolf Kratzert (* 1946 in Heidelberg; † 27. September 2018 in Heidelberg) war ein deutscher Klavierpädagoge, Pianist und Lehrer der Alexander-Technik.

## Leben
Nach dem Abitur studierte Rudolf Kratzert von 1966 bis 1971 bei Gerhard Puchelt (Berlin), wo er 1971 die Künstlerische Reifeprüfung und die Staatliche Prüfung für Musiklehrer im Hauptfach Klavier ablegte. Weiterführende pianistische Studien folgten zunächst (als Stipendiat des DAAD) bei Carlo Zecchi an der Accademia di Santa Cecilia in Rom (1971), dann bei Walter Kamlet am Konservatorium in Basel (1972 bis 1975). 1972 begann er eine Konzerttätigkeit als Solist und Begleiter seit 1972 mit Fortsetzung seiner Studien von 1975 bis 1983 als Privatschüler von Walter Kamlet.
Zur selben Zeit begann er auch seine Lehrtätigkeit: von 1972 bis 1975 als Klavierlehrer an Musikschulen des Kantons Baselland, von 1973 bis 1975 außerdem am Kantonalen Lehrerseminar in Liestal; von 1975 bis 1979 als Klavierlehrer und Leiter von Kammermusikensembles an den Salemer Schulen; von 1980 bis 1994 als Leiter einer Ausbildungsklasse für Klavier und Leiter der Methodik/Didaktik des Klavierspiels an der Berufsbildenden Abteilung der Musikakademie Kassel. 1998 und 1999 hatte er einen Lehrauftrag Alexander-Technik für Pianisten an der Hochschule für Musik Köln.
Seit 1987 war er Lehrer der Alexander-Technik (Ausbildung bei Elizabeth Langford und Paul Collins). Schwerpunkt seiner Arbeit als Alexander-Lehrer war die Arbeit mit Berufsmusikern aller Richtungen. Bekannt wurde Rudolf Kratzert durch mehrere Veröffentlichungen zum Themenkomplex Alexander-Technik für Musiker und durch 60 Kurse für Pianisten und Musikschullehrer in Zusammenarbeit mit den Alexander-Lehrern Elizabeth Langford, Paul Collins, Colette Dethioux und Peter Lösch. Außerdem gab er Klavierkurse an den Musikhochschulen Hannover, Weimar, Lübeck (im Rahmen des Schleswig-Holstein Musik Festivals 1993) und Mantova (Italien).
Seit 1995 leitete Rudolf Kratzert freiberuflich das Projekt Klavier intensiv für Berufspianisten in Wiesloch bei Heidelberg.

## Veröffentlichung
- Technik der Klavierspiels. Ein Handbuch für Pianisten. Bärenreiter, Kassel, 2002.